# تاکاتسو-کو، کاواساکی
تاکاتسو (به لاتین: Takatsu-ku) یک منطقهٔ مسکونی در ژاپن است که در کاواساکی، کاناگاوا واقع شده‌است. تاکاتسو ۱۶٫۳۸ کیلومتر مربع مساحت و ۲۱۵٬۱۵۸ نفر جمعیت دارد.